# ويذرفورد
ويذرفورد (بالإنجليزية: Weatherford, Oklahoma)‏ هي مدينة تقع بولاية أوكلاهوما في الولايات المتحدة. تبلغ مساحة هذه المدينة 16.685496 (كم²)، وترتفع عن سطح البحر 504 م، بلغ عدد سكانها 10833 نسمة في عام 2010 حسب إحصاء مكتب تعداد الولايات المتحدة.

## التركيبة السكانية
حدّد مكتب تعداد الولايات المتحدة بيانات التركيبة السكانية لويذرفورد في تعداد الولايات المتحدة. في ما يلي، التركيبة السكانية حسب تعدادي 2000 و2010.

### تعداد عام 2000
بلغ عدد سكان ويذرفورد 9,859 نسمة بحسب تعداد عام 2000، وبلغ عدد الأسر 3,991 أسرة وعدد العائلات 2,188 عائلة مقيمة في المدينة. في حين سجلت الكثافة السكانية 539.6 نسمة لكل كيلومتر مربع (1,397.6/ميل2). وبلغ عدد الوحدات السكنية 4,468 وحدة بمتوسط كثافة قدره 244.6 لكل كيلومتر مربع (633.5/ميل2).
وتوزع التركيب العرقي للمدينة بنسبة 87.16% من البيض و1.95% من الأمريكيين الأفارقة و4.97% من الأمريكيين الأصليين و1.29% من الأمريكيين ذوي الأصول الآسيوية و0.06% من سكان جزر المحيط الهادئ و1.76% من الأعراق الأخرى و2.81% من عرقين مختلطين أو أكثر و4.30% من الهسبانيون أو اللاتينيون من أي عرق.
بلغ عدد الأسر 3,991 أسرة كانت نسبة 27.6% منها لديها أطفال تحت سن الثامنة عشر تعيش معهم، وبلغت نسبة الأزواج القاطنين مع بعضهم البعض 42.5% من أصل المجموع الكلي للأسر، ونسبة 9% من الأسر كان لديها معيلات من الإناث دون وجود شريك، بينما كانت نسبة 3.3% من الأسر لديها معيلون من الذكور دون وجود شريكة وكانت نسبة 45.2% من غير العائلات. تألفت نسبة 31.6% من أصل جميع الأسر من عدة أفراد يعيشون في نفس المنزل ونسبة 8.3% كانت تتألف من شخص يعيش بمفرده يبلغ من العمر 65 عاماً أو أكثر. وبلغ متوسط حجم الأسرة المعيشية 2.27، أما متوسط حجم العائلات فبلغ 2.96.
بلغ العمر الوسطي للسكان 24.1 عاماً. وكانت نسبة 19.8% من القاطنين تحت سن الثامنة عشر، وكانت نسبة 24.9% بين الثامنة عشر والرابعة والعشرين عاماً، ونسبة 22.2% كانت واقعةً في الفئة العمرية ما بين الخامسة والعشرين والرابعة والأربعين عاماً، ونسبة 16.1% كانت ما بين الخامسة والأربعين والرابعة والستين، ونسبة 8.8% كانت ضمن فئة الخامسة والستين عاماً فما فوق. يوجد لكل 100 أنثى 95.8 ذكر، ويوجد لكل 100 أنثى في الثامنة عشر من عمرها فما فوق 93.0 ذكر.
بلغ متوسط دخل الأسرة في المدينة 26,908 دولارًا، أما متوسط دخل العائلة فبلغ 41,401 دولارًا. وكان متوسط دخل الذكور 29,683 دولارًا مقابل 20,833 دولارًا للإناث. وسجل دخل الفرد الخاص بالمدينة 16,046 دولارًا. وكانت نسبة 11.8% من العائلات ونسبة 21.7% من السكان تحت خط الفقر، وكان من هؤلاء نسبة 19.2% تحت سن الثامنة عشر ونسبة 11.8% في الخامسة والستين من العمر وما فوق.

### تعداد عام 2010
بلغ عدد سكان ويذرفورد 10,833 نسمة بحسب تعداد عام 2010، وبلغ عدد الأسر 4,420 أسرة وعدد العائلات 2,303 عائلة مقيمة في المدينة. في حين سجلت الكثافة السكانية 592.9 نسمة لكل كيلومتر مربع (1,535.6/ميل2). وبلغ عدد الوحدات السكنية 4,802 وحدة بمتوسط كثافة قدره 262.8 لكل كيلومتر مربع (680.6/ميل2).
وتوزع التركيب العرقي للمدينة بنسبة 82.43% من البيض و3.02% من الأمريكيين الأفارقة و5.66% من الأمريكيين الأصليين و1.63% من الأمريكيين ذوي الأصول الآسيوية و0.06% من سكان جزر المحيط الهادئ و3.26% من الأعراق الأخرى و3.93% من عرقين مختلطين أو أكثر و7.49% من الهسبانيون أو اللاتينيون من أي عرق.
بلغ عدد الأسر 4,420 أسرة كانت نسبة 25.6% منها لديها أطفال تحت سن الثامنة عشر تعيش معهم، وبلغت نسبة الأزواج القاطنين مع بعضهم البعض 38.9% من أصل المجموع الكلي للأسر، ونسبة 8.7% من الأسر كان لديها معيلات من الإناث دون وجود شريك، بينما كانت نسبة 4.5% من الأسر لديها معيلون من الذكور دون وجود شريكة وكانت نسبة 47.9% من غير العائلات. تألفت نسبة 34.6% من أصل جميع الأسر من عدة أفراد يعيشون في نفس المنزل ونسبة 8.4% كانت تتألف من شخص يعيش بمفرده يبلغ من العمر 65 عاماً أو أكثر. وبلغ متوسط حجم الأسرة المعيشية 2.22، أما متوسط حجم العائلات فبلغ 2.91.
بلغ العمر الوسطي للسكان 25.0 عاماً. وكانت نسبة 19% من القاطنين تحت سن الثامنة عشر، وكانت نسبة 31.1% بين الثامنة عشر والرابعة والعشرين عاماً، ونسبة 22.4% كانت واقعةً في الفئة العمرية ما بين الخامسة والعشرين والرابعة والأربعين عاماً، ونسبة 17.4% كانت ما بين الخامسة والأربعين والرابعة والستين، ونسبة 10% كانت ضمن فئة الخامسة والستين عاماً فما فوق. وتوزع التركيب الجنسي للسكان بنسبة 49.5% ذكور و50.5% إناث.

## أعلام
- جيف بانيستر
- ريكس توماس
- ويس سيمز
- ستان ويست
- غونار نيكسون

## وصلات خارجية
- الموقع الرسمي
- The US50 - Cities and Towns in Oklahoma State